# Administrateur de production
L'administrateur de production est la personne chargée du suivi des créances lors de la production d'un film.
Avant le tournage d'un film, le directeur de production demande à l'administrateur d'établir un devis, d'où est tiré un budget hebdomadaire. Il doit s'y tenir et donc entretenir d'excellentes relations avec les fournisseurs. Pendant le tournage, il prépare les feuilles de paie (les comédiens et les techniciens sont généralement payés le vendredi soir). Il prévoit aussi l'argent pour payer les indemnités de tournage, la cantine, les frais généraux, les cotisations sociales, etc.
L'administrateur de production présente chaque semaine un état des comptes au directeur de production, transmis ensuite au directeur financier. En fin de tournage, il doit remettre un compte rendu détaillé de toutes les dépenses effectuées, les chéquiers (utilisés ou vierges), les assurances et un état de caisse exact au centime près.
À la télévision, l'administrateur est appelé chargé de production.